# 博蒂奇诺
博蒂奇诺（義大利語：Botticino），是意大利布雷西亚省的一个市镇。总面积18平方公里，人口10700人，人口密度594.4人/平方公里（2009年）。国家统计（ISTAT）代码为017023。